# Метамфетамін

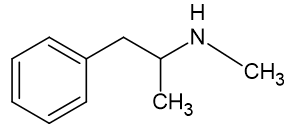
Хімічна структура молекули метамфетаміну. Брутто формула -C_{10}H_{15}N.

Метамфетамі́н (англ. Methamphetamine) — похідна амфетаміну, біла кристалічна речовина. Гідрохлорид метамфетаміну випускався у вигляді таблеток по 3 мг у СРСР під торговою назвою первіти́н до 1957 року. Метамфетамін є психостимулятором з надзвичайно високим потенціалом залежності, у зв'язку з чим отримав широке розповсюдження як наркотик, знаний як айс, (англ. Ice — Лід).

## Історія
Був синтезований у 1919 році японським вченим А. Огата. У 1930-ті роки фармацевти фірми Temmler Werke в Берліні розробили на його основі стимулятор первітин (pervitin). Починаючи з 1938 року, речовину застосовували систематично і у великих дозах, як в армії, так і в оборонній промисловості (таблетки первітину офіційно входили в «бойовий раціон» пілотів і танкістів).
Популярним був первітин і серед вождів Третього рейху, укупі з кокаїном. Зокрема, Гітлер отримував ін'єкції первітину від свого особистого лікаря Теодора Мореля починаючи з 1936 року, а після 1943 — по кілька разів на день. Доза доходила до 10 таблеток первітину на добу. Попутно йому робилися ін'єкції юкодалу. Приймаючи речовини в такому поєднанні, людина дуже швидко «підсаджується», і позбутися наркотичної залежності вже не може.
В останні роки війни наркоманія в нацистській Німеччині досягла просто неймовірного розмаху, хоча це суперечило офіційній нацистській ідеології, яка пропагувала стриманість і здоровий спосіб життя. За вживання опіуму або кокаїну можна було потрапити до концтабору, а ось первітин випускали, і не тільки для потреб фронту. У продажу з'явилися навіть шоколадні цукерки з начинкою з первітину. Це називалося «panzerschokolade» (панцершоколад) — танковий шоколад. Вважалося навіть, що первітин менш згубно, ніж кава, позначається на організмі. Тільки після того, як стало зрозуміло, що зростання кількості злочинів і самогубств серед «споживачів первітину» не випадкове, і що вони помітно агресивніші від інших співгромадян, продукт був вилучений з продажу і навіть заборонений міністерством охорони здоров'я.
Первітин застосовувався в СРСР (40-60 роки) в психіатричній практиці для лікування нарколепсії, депресій різного походження до появи перших антидепресантів-інгібіторів МАО.
У 1985 році на нелегальному ринку наркотиків на Гаваях вперше було відмічено появу нової форми метамфетаміну для куріння, яка являла собою кристалічний метамфетамін, за зовнішнім виглядом схожий з шматочками кристалічної солі та отримав неофіційну назву «лід». Дуже швидко «лід» поширився іншими країнами світу, але аж до 1987 року цей факт не був широко висвітлений, а розглядався лише як місцеве явище. «Лід» — це чистий 98-100 % d-енантіомер гідрохлориду метамфетаміну. Залежно від умов синтезу отримують «лід» різної якості. Про чистоту і ефективність засобу судять за забарвленням. Безбарвний і прозорий «лід» — це «водна, або гідратна» форма, він швидко згоряє, утворюючи молочно-білий залишок. Жовтий «лід» — «жирна» форма, він повільніше згорає, утворюючи коричневий або чорний залишок. На відміну від маріхуани або креку «лід» не має запаху і не дає запаху при палінні, і це одна з причин зростання його популярності. Іншою причиною популярності є те, що «лід» дає довгий ефект, що триває до 14 год, тоді як, наприклад, ефект креку триває всього кілька хвилин. Це найбільш привабливий спосіб застосування.

## Дія
При застосуванні відчувається приплив сил, ейфорія, нескінченний потік думок, що швидко змінюються, повна відсутність апетиту. При серії ін'єкцій (т. зв. «Марафон») характерний наступний тривалий сон. Серед негативних ефектів виділяють стереотипність мислення, анорексію, порушення регуляції серцево-судинної системи, атактичне мислення.
В оптимальних дозах знімає відчуття втоми, викликає приплив сил, підвищує працездатність, дозволяє працювати цілодобово, чим найчастіше користуються низькооплачувані робітники в Азії. Знижує апетит, послаблює і вкорочує дію снодійних засобів. Має виражену периферичну адреноміметичну активність (звужує периферичні судини, підвищує артеріальний тиск). Первітин має пряму адренергічну дію на центральну нервову систему, у тому числі на ретикулярну формацію та деякі підкіркові структури. Несильно придушує активність моноаміноксидази, оберігаючи у такий спосіб адреналін і норадреналін від розкладання.
За іншими даними, стимулююча дія метамфетаміну пов'язана з селективним інгібуванням зворотного захоплення допаміну; інгібування активності МАО незначне, однак сам метамфетамін слабо піддається окислювальному дезамінуванню цим ферментом (у порівнянні з амфетаміном) завдяки N-метильній групі.
За тривалого вживання викликає відчуття нескінченної втоми, депресію, слабкі форми параної, особливо у разі внутрішньовенного введення кустарно виготовленого з ефедрину препарату. Викликає сильну психічну, але не фізичну залежність. Синдром скасування виражений досить сильно. У спільнотах наркоманів використовується для зняття абстинентного синдрому героїнової «ломки».

## Синтез
Схему на основі йодистоводневої кислоти — червоного фосфору зазвичай здійснюють шляхом нагрівання ефедрину або псевдоефедрину з червоним фосфором і йодистоводневою кислотою. Потім реакційну суміш фільтрують, додають луги і екстрагують розчинником. Отримана основа метамфетаміну являє собою маслянисту рідину, зазвичай звану «метамфетаміновою олією». Гідрохлорид кристалізують з цієї рідини за допомогою етеру або ацетону і соляної кислоти. Інший спосіб кристалізації полягає в тому, що газоподібний хлорид водню продувають через розчин основи метамфетаміну, що призводить до осадження гідрохлориду. Йодистоводневу кислоту та червоний фосфор можна замінити йодом і гіпофосфорною кислотою (гіпофосфатів натрію). Реакційну суміш, іноді звану «бичачою кров'ю» або «гвинтом», яка не проходить додаткового очищення і кристалізації наркомани можуть безпосередньо вводити внутрішньовенно.
Різні оптичні ізомери ефедрину/псевдоефедрину дають у цьому процесі різні оптичні ізомери первітину. D-первитин, який проявляє сильнішу стимулюючу, ейфорічну, «бажану» активність на людський організм виходить з D-псевдоефедрину або L-ефедрину. L-первітин має менший вплив як наркотик, тому D-первітин вище цінується на чорному ринку і є більш популярним.
Відновлення за Берчем відбувається шляхом відновлення ефедрину або псевдоефедрину розчиненим в аміаку металом. Реакція включає змішування ефедрину або псевдоефедрину з рідким аміаком і металевим натрієм або літієм при підвищеному тиску. Потім суміш витримують до випаровування газоподібного аміаку. Виділення «метамфетамінової олії» проводять за допомогою прямої екстракції розчинником і фільтрування. Продукт реакції додатково очищають шляхом утворення гідрохлориду та перекристалізації. При незаконному виготовленні, відновлення за Берчем зазвичай є одностадійний реакцію, в якій використовуються легкодоступний аміак і стружки літію, що витягуються з акумуляторів. Попри це, в результаті відновлення за Берчем зазвичай виходить відносно «чистий» кінцевий продукт. Реакція за участю безводного аміаку небезпечна, а в підпільних лабораторіях нерідко відбуваються вибухи.
При використанні методу Емде ефедрин або псевдоефедрин зазвичай вводять у реакцію з тіонілхлоридом і отримують проміжний хлорефедрин, який потім гідрується над платиновим або паладієвим каталізатором з отриманням метамфетаміну.
Ще один спосіб отримання первітину — це отримання іміну з фенілацетону і метиламіну і відновлення його за допомогою амальгами алюмінієвої фольги. Цей метод дає продукт, який містить обидва оптичних ізомери в рівних частках.

## Наслідки вживання
- Хронічне вживання:
  - Найчастішим наслідком є тромбофлебіт, тромбоз вен. Також за хронічного вживання розвиваються психічні розлади, пов'язані із виснаженням нервової системи (астенія, неврози та ін.), депресії, психози (з божевільною та/або галюцинаторною симптоматикою). Згідно з МКХ 10, викликані первітином психічні і поведінкові розлади належать до категорії F15.

- Одноразове застосування:
  - Внаслідок одноразового застосування відзначається порушення сну та апетиту, які можуть тривати протягом двох діб після застосування. Також відзначається втома, підвищена дратівливість і відсутність бажання спілкуватися, можливі головні болі в результаті дегідрації організму. За певний час після того, як п'янка дія закінчується, може з'явитися тахікардія, тахіпное та біль у серці при фізичних навантаженнях і в стані фізичного спокою, просихання слизової оболонки носа при інтраназальному застосуванні. Набагато рідше буває прояв почуття незібраности та неуважність, найчастіше виникає внаслідок повторних приймань метамфетаміну до закінчення дії.